# Borosenii Noi
Borosenii Noi è un comune della Moldavia situato nel distretto di Rîșcani di 2.025 abitanti al censimento del 2004